# Finnország tavainak listája
Finnország tavainak száma a tó definíciójától függ. A finn statisztika az 500 m²-nél nagyobb vízfelületeket tekinti tónak, így azok száma az országban 187 888. Ebből 16 049 rendelkezik saját névvel A tavak közül 7 nagyobb a Balatonnál.
Az alábbi listában a 100 km²-nél nagyobb tavak találhatóak meg. A leggyakoribb név, a Pyhäjärvi (Szent-tó) négy alkalommal is szerepel rajta. A tórendszerek tagjai külön szerepelnek (pl. a Nagy-Saimaa tórendszer 4400 km², de a listán 7 tagja külön szerepel).

## Finnország legnagyobb tavai
| Név                             | Terület (km²) |
| ------------------------------- | ------------- |
| Saimaa (Nagy-Saimaa része)      | 1377          |
| Inari                           | 1084          |
| Päiänne                         | 1081          |
| Pielinen                        | 894           |
| Oulujärvi                       | 887           |
| Pihlajavesi (Nagy-Saimaa része) | 713           |
| Orivesi (Nagy-Saimaa része)     | 601           |
| Haukivesi (Nagy-Saimaa része)   | 560           |
| Keitele                         | 498           |
| Kallavesi                       | 478           |
| Puruvesi (Nagy-Saimaa része)    | 416           |
| Pyhäselkä (Nagy-Saimaa része)   | 361           |
| Puula                           | 331           |
| Lokan víztározó                 | 315           |
| Höytiäinen                      | 283           |
| Näsijärvi                       | 255           |
| Yli-Kitka                       | 237           |
| Suvasvesi                       | 234           |
| Kemijärvi                       | 231           |
| Juojärvi                        | 220           |
| Pyhäjärvi (1)                   | 207           |
| Enonvesi (Nagy-Saimaa része)    | 197           |
| Konnevesi                       | 189           |
| Kiantajärvi                     | 188           |
| Nilakka                         | 169           |
| Vanajavesi                      | 166           |
| Iisvesi-Virmasvesi-Rasvanki     | 164           |
| Koitere                         | 164           |
| Juurusvesi-Akonvesi             | 157           |
| Pyhäjärvi (2)                   | 155           |
| Kivijärvi                       | 154           |
| Porttipahdan víztározó          | 149           |
| Lappajärvi                      | 145           |
| Suontee                         | 143           |
| Viinijärvi                      | 135           |
| Längelmävesi                    | 133           |
| Kyyvesi                         | 130           |
| Pyhäjärvi (3)                   | 122           |
| Pyhäjärvi (4)                   | 122           |
| Keurusselkä-Ukonselkä           | 118           |
| Onkivesi                        | 114           |
| Pielavesi                       | 110           |
| Vesijärvi                       | 108           |
| Ontojärvi-Nurmesjärvi           | 105           |
| Kolima                          | 101           |